# Palazzo de' Nardis
(Raffaele Colapietra; Antinoriana)
Palazzo de' Nardis, o De Nardis, è un palazzo storico dell'Aquila.

## Storia

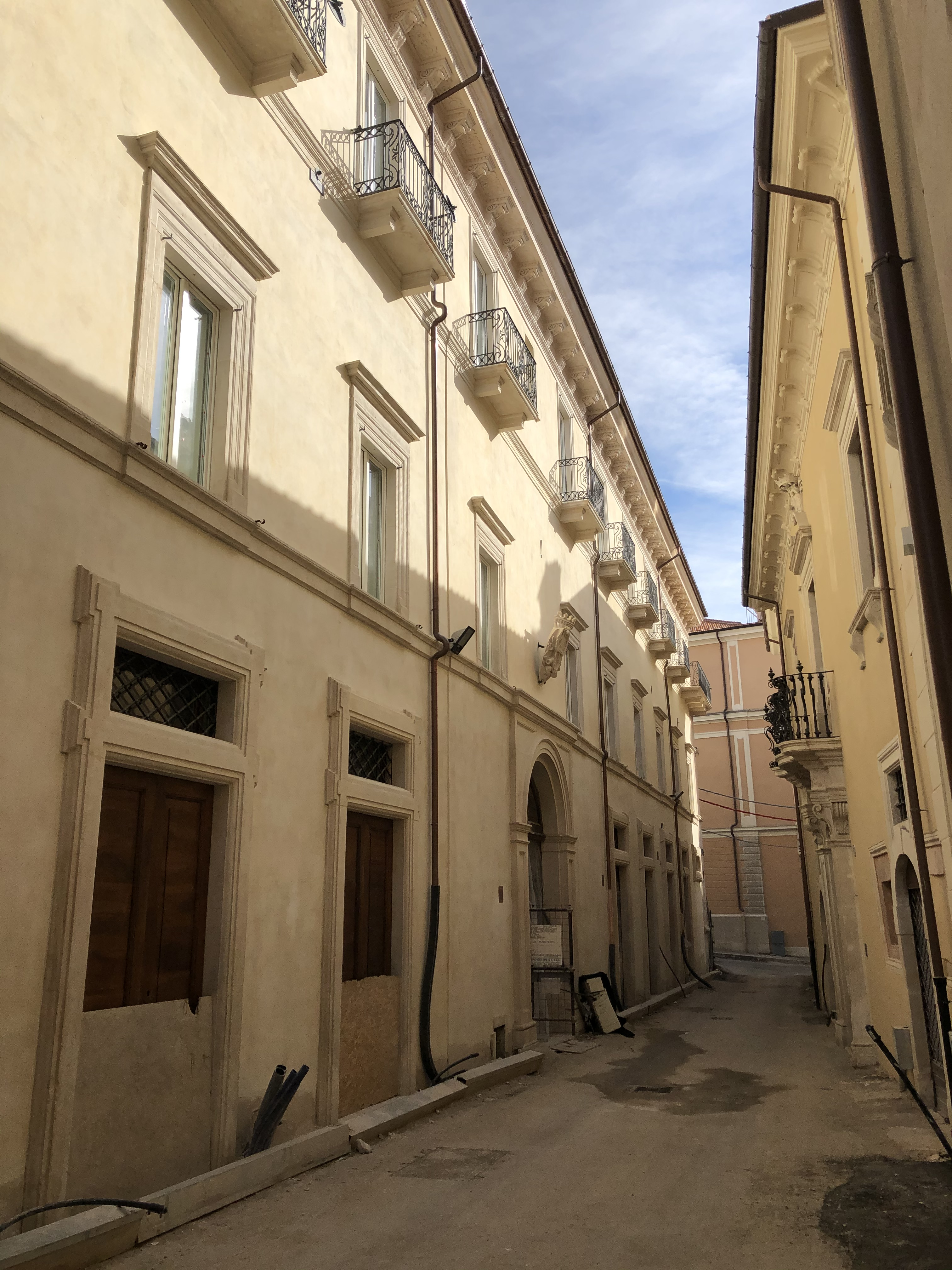
La facciata su via San Marciano.

Il palazzo nasce per volere della famiglia de' Nardis, tra le più influenti della città fin dal suo arrivo all'Aquila datato al XV secolo. Il casato aveva la signoria di Piscignola,nel territorio di Antrodoco, uno dei novantanove castelli fondatori della città ma non si insediò nel locale di riferimento, bensì in quelli attigui di Roio e di Rocca di Corno posti nelle immediate vicinanze del centro politico-religioso di piazza del Duomo; in quest'area, nel corso del tempo, edificò numerose case e palazzi tra cui spicca, nel 1647, l'oratorio di Sant'Antonio dei Cavalieri de' Nardis.
L'edificio si fonda sulle preesistenze medievali delle case costruite dalla famiglia Ranalli, acquistate a partire dal Quattrocento e successivamente unificate, tra Cinquecento e Seicento nel palazzo. La facciata minore, volta su via dell'Arcivescovado ed adiacente al palazzo dell'Arcivescovado, mostra importanti resti medievali al piano terreno, inglobati oggi nel complesso barocco ricostruito radicalmente dopo il terremoto dell'Aquila del 1703; la ricostruzione consentì anche di compattare l'articolato assetto urbano pre-sisma in un unico edificato con l'Arcivescovado e la Cattedrale, secondo un processo che venne ripetuto in molte altre parti di città.
Nel 1894 il palazzo subì un restauro degli interni e venne sopraelevato di un piano. L'edificio ha subito nuovi danni dal terremoto dell'Aquila del 2009, venendo sottoposto ad importanti lavori di consolidamento e restauro.

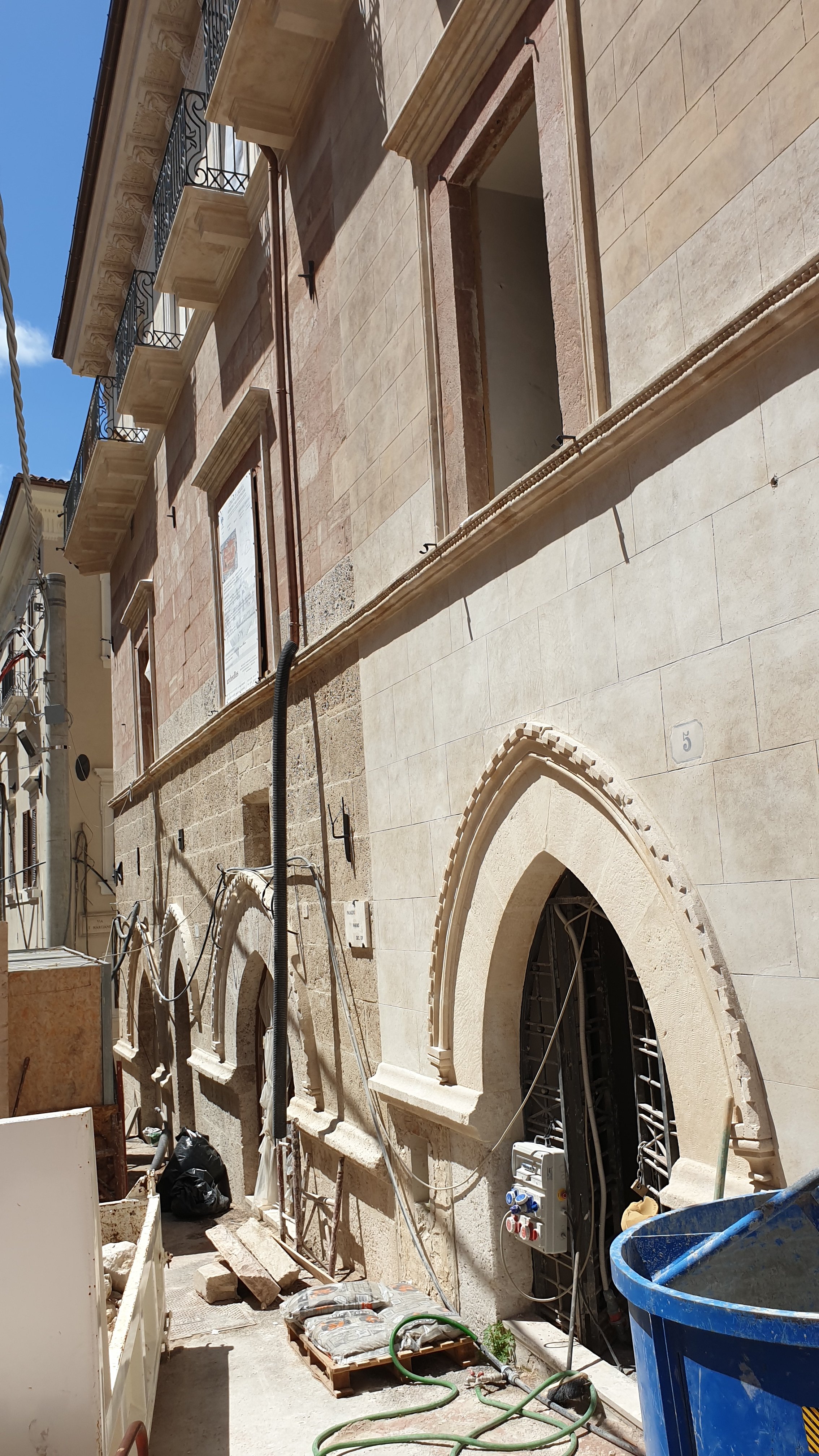
I portali medievali su via dell'Arcivescovado durante i lavori di restauro.

## Descrizione
Palazzo de' Nardis è situato nell'isolato posto tra via San Marciano e via dell'Arcivescovado, formando un unico complesso con gli edifici adiacenti del palazzo dell'Arcivescovado e del Duomo dell'Aquila.
La facciata principale, su via San Marciano, è inoltre frontale all'Oratorio de' Nardis, presentandosi come una delle massime realizzazioni all'Aquila di dialogo tra architettura palaziale e religiosa di stampo aristocratico. Detta fronte presenta un'architettura sei-settecentesca di impianto piano e severo, sviluppata su tre livelli con undici assi di aperture. Al centro della facciata l'ingresso principale, sovrastato da uno stemma della famiglia di pietra, dà accesso tramite un androne al cortile porticato e terrazzato e al grande scalone doppio che dà l'accesso ai piani superiori. Tale scalone, apax all'Aquila per impostazione architettonica e dimensione monumentale, si riunisce al piano nobile in un'unica rampa.
Notevole è anche il prospetto laterale su via dell'Arcivescovado, che presenta vistose preesistenze di architettura medievale datate al XIV o XV secolo. Si tratta di un tratto di muro a conci di pietra squadrati con cinque porte ogivali presenti al livello stradale. Le tre aperture verso l'angolo con via san Marciano sono resti di una casa-bottega preesistente al palazzo, mentre le due superiori e il relativo apparecchio murario furono rifatte in stile presumibilmente nel XVI secolo, quando le case preesistenti cominciarono a essere fuse nell'attuale palazzo. La stessa muratura medievale a conci di pietra squadrata è poi presente al piano superiore, dove però sono visibili aperture di stampo manierista risalenti alla seconda fase costruttiva dell'edificio di fine Seicento. Quattro delle cinque porte ogivali dentellate, tipiche dell'edilizia civile aquilana del medioevo, seguono il declivio della strada. La seconda dall'angolo a sinistra, più piccola e rialzata, è una «porta del morto», ossia la porta che, secondo usanze d'origine umbro-toscana, veniva utilizzata esclusivamente per portare fuori il feretro di coloro che fossero defunti nella casa.